# Ywain
Ywain of Yvain was een van de ridders van de Ronde Tafel in de verhalen rond koning Arthur. Hij was een zoon van koning Urien. Zijn moeder was waarschijnlijk Morgan le Fey. Ywain is gebaseerd op het historische personage Owain mab Urien, die rond 595 n. Chr. is gestorven.
Geoffrey van Monmouth refereert aan hem in zijn historieboek Historia Regum Britanniae (ca. 1135). Chrétien de Troyes schreef een roman over hem, Ywein: Le Chevalier au Lion (ca. 1176).

## Het verhaal
Yvain redt een leeuw die door een moerasslang anders verzwolgen zou worden. Uit dank sluit de leeuw vriendschap en volgt hij Ywain overal waar hij naartoe gaat, samen beleven ze allerlei avonturen zoals het verslaan van reuzen.
De Troyes baseerde zijn verhaal op een bestaande persoon uit 595 en een afgeleid gedicht is Owain en Urien, over een vader en zoon die het opnemen tegen de Angelsaksen.
In Wales schreef men een verhaal gebaseerd op dat van De Troyes genaamd Owain, or the lady of the Fountain: Yvain wordt verliefd op Lady Laudine, vrouwe van de Fontein, die na de dood van haar man een nieuwe bewaker van de fontein zoekt.
Ywain zou op het slagveld overleden zijn, vermoord door Mordred die hem doormidden kliefde.